# Semion Kourkotkine

Semion Konstantinovitch Kourkotkine (russe : Семё́н Константи́нович Курко́ткин), né le 13 février 1917 à Zaprudnoye (dans l'actuelle oblast de Moscou) et mort le 16 septembre 1990 à Moscou, est un militaire soviétique.
Il a combattu lors de la Seconde Guerre mondiale et a reçu le grade de Maréchal de l'Union soviétique. Il a été fait Héros de l'Union soviétique et reçu de nombreux titres et décorations, l'ordre de Lénine et l'ordre de la Guerre patriotique. Sa femme est morte en 1996.

## Grades
- colonel le 20 avril 1950
- major-général des forces blindées le 3 mai 1955
- lieutenant-général des forces blindées le 22 février 1963
- colonel-général le 24 février 1967
- général d'armée le 3 novembre 1972
- maréchal de l'Union soviétique le 25 mars 1983

## Honneurs
- Héros de l'Union soviétique le 18 février 1981 (médaille no 11452) ;
- Cinq fois l'ordre de Lénine (1967, 1977, 1980, 1981, 1986) ;
- Ordre de la révolution d'Octobre (1972) ;
- Trois fois l'ordre du Drapeau rouge (19/02/1942, 31/01/1943, 10/07/1944) ;
- Ordre de Koutouzov de 2e classe (avril 1945) ;
- Ordre de Bogdan Khmelnitski de 2e classe (mai 1945) ;
- Deux fois l'ordre de la Guerre patriotique de 1re classe (18/05/1944 et 04/06/1985) ;
- Ordre de l'Étoile rouge (20/04/1953) ;
- Ordre du Service pour la Patrie dans les Forces armées de 3e classe ;
- 19 médailles ;
- 27 distinctions étrangères.